# Banca Popolare di Apricena
La Banca Popolare di Apricena è stato un istituto di credito nato nel 1911 con il nome di Banca Cooperativa Operaia di Apricena. Fin dalla sua fondazione, la banca ha sempre avuto un forte legame con il proprio territorio, con una forte presenza nella provincia di Foggia.
L'istituto è stato acquisito il 6 aprile 1989 dalla Banca Popolare di Milano.